# Raumo ekonomiska region
Raumo ekonomiska region (finska: Rauman seutukunta) är en av ekonomiska regionerna i landskapet Satakunta i Finland. Folkmängden i regionen uppgick den 1 januari 2013 till 65 551 invånare, regionens totala areal utgjordes av 2 911 kvadratkilometer och därav utgjordes landytan av 1 826,41  kvadratkilometer.  I Finlands NUTS-indelning representerar regionen nivån LAU 1 (f.d. NUTS 4), och dess nationella kod är 041 .  

## Medlemskommuner i regionen
Raumo ekonomiska region  omfattar följande fyra kommuner: 
- Eura kommun
- Euraåminne kommun (finska: Eurajoki)
- Raumo stad (finska: Rauma)
- Säkylä kommun

Samtliga kommuners språkliga status är enspråkigt finska. 